# Релігія в Росії
Релігія в Росії — представлена більшістю напрямків та конфесій, серед яких основними є православ'я, іслам (Північний Кавказ, Поволжя), буддизм (Калмикія, Бурятія) та язичництво (Поволжя, Сибір). За даними опитувань більше 60 % населення називають себе віруючими.
Релігійний склад населення Росії за самоідентифікацією:
- католики — до 1 млн.
- православні — 75-85 млн.
- протестанти — 1,5-1,8 млн.
- старовіри — до 1,5 млн.
- мусульмани — 17-18 млн.
- юдеї — до 50 тис.
- буддисти — бл. 550 тисяч

За оцінками мусульманських лідерів та політиків в Росії близько 20 млн мусульман
Голова «Мусульманського комітету» Гейдар Джемаль вважає, що дійсну кількість мусульман у Росії приховують. За його оцінками це близько 30 млн мусульман

## Християнство
Християнство було релігійною самоідентифікацією 47,1% населення Росії в 2012 році. Інші опитування дають інші результати: у тому ж 2020 році Левада-Центр оцінив, що 63% росіян були християнами; у 2020 році Фонд «Громадська думка» оцінив, що 63% населення були християнами; у 2011 році дослідницький центр Pew підрахував, що 71% росіян були християнами; у 2011 році Ipsos MORI підрахував, що 69% росіян були християнами; а у 2021 році Російський центр вивчення громадської думки (ВЦИОМ) підрахував, що ~67 % росіян були християнами.
Православ'я є домінуючою релігією країни, і, крім нього, старообрядництво і лютеранство також зіграли значну роль в багатонаціональної історії Росії. Євангелізм і католицизм (серед росіян) є відносно недавніми доповненнями до християнства в Росії.

### Католицизм
Католицизм був релігією 140 000 громадян Росії, приблизно 0,1% від загальної кількості населення, у 2012 році. Вони зосереджені в Західній Росії з цифрами від 0,1% до 0,7% у більшості суб'єктів федерації цього регіону. Кількість етнічних католиків у Росії, тобто поляків, німців і менших меншин, постійно зменшується через еміграцію та секуляризацію. У той же час спостерігалося незначне зростання числа етнічних росіян, навернених до Католицької церкви.

### Православ'я
За даними Arena Atlas, православні християни становили 42,6% від загальної кількості населення Росії в 2012 році, тоді як згідно з опитуванням Pew Forum в 2017 році, православні християни становили 71% від загальної кількості населення Росії. Більшість із них були членами Російської православної церкви, тоді як невеликі меншини становили старообрядці та православні християни, які або не належали до жодної церкви, або належали до неросійських православних церков (включно з Вірменською апостольською церквою та Грузинською православною церквою).

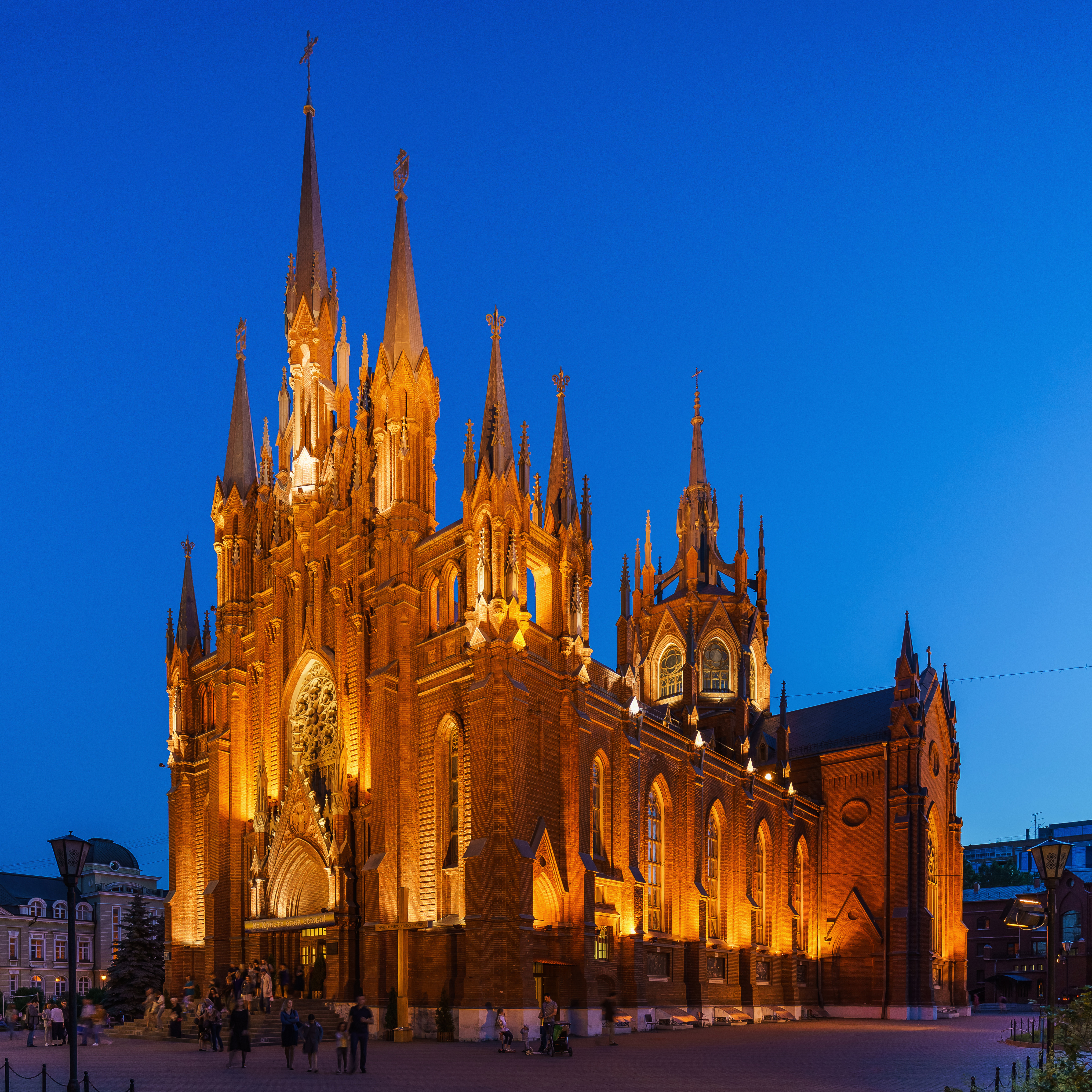
Собор Непорочного Зачаття Пресвятої Діви Марії у Москві

### Протестантизм
Різні течії протестантизму, як історичні, так і євангельські християни були релігією 0,2% (300 тис.) населення Росії в 2012 році. Трохи більше 1% їх було лише в Туві (1,8%), Удмуртії ( 1,4%) і Республіка Алтай (1%). Лютеранство постійно занепадає серед фінських і німецьких етнічних меншин, хоча деякі росіяни навернені, тому деякі традиційно фінські церкви, як-от Євангелічно-лютеранська церква Інґрії, сьогодні мають більше росіян, ніж фінів. Адвентисти, баптисти, методисти та п'ятидесятники з'явилися порівняно недавно, маючи не більше 120 років історії в Росії. Також у місті діє громада Англіканської церкви.

## Іслам

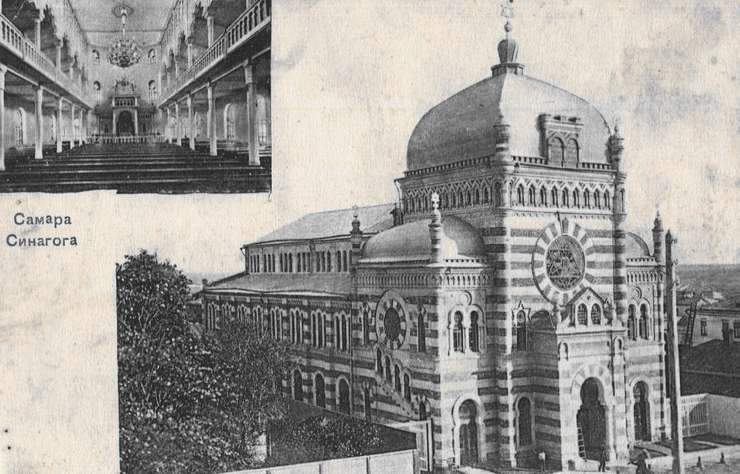
Самарська хоральна синагога

Іслам є другою за чисельністю релігією в Росії після православного християнства. Це історично домінуюча релігія серед деяких кавказьких етнічних груп (зокрема, чеченців, інгушів і адигейців) і деяких тюркських народів (зокрема, татар і башкир).

Сунітський іслам був релігією 2400000 мусульман, або 1,6% всього населення Росії. Лише в Дагестані (49%) і Карачаєво-Черкесії (13%) вона мала значну кількість прихильників понад 10% населення. Відсоток вище 2% спостерігається в Кабардино-Балкарії (5%), Ханти-Мансійський автономний округ — Югра (5%), Ямало-Ненецький автономний округ (4%), Астраханській області (3%), Челябінській області (3%) і Тюменській області ( 2%). У Якутії кількість сунітів становила від 1 до 2 %. У багатьох інших суб’єктах федерації мусульманське населення становило від 0,1% до 0,9%. Шиїтський іслам, інакше, був гілкою 300 000 осіб, або 0,2% від загального населення Росії. В основному він був представлений у Дагестані (2%), Адигеї (1%), Карачаєво-Черкесії (1%), Кабардино-Балкарії (1%), Новгородській області (1%), Пензенській області (1%), Татарстані (1%) і Югрі (1 %).

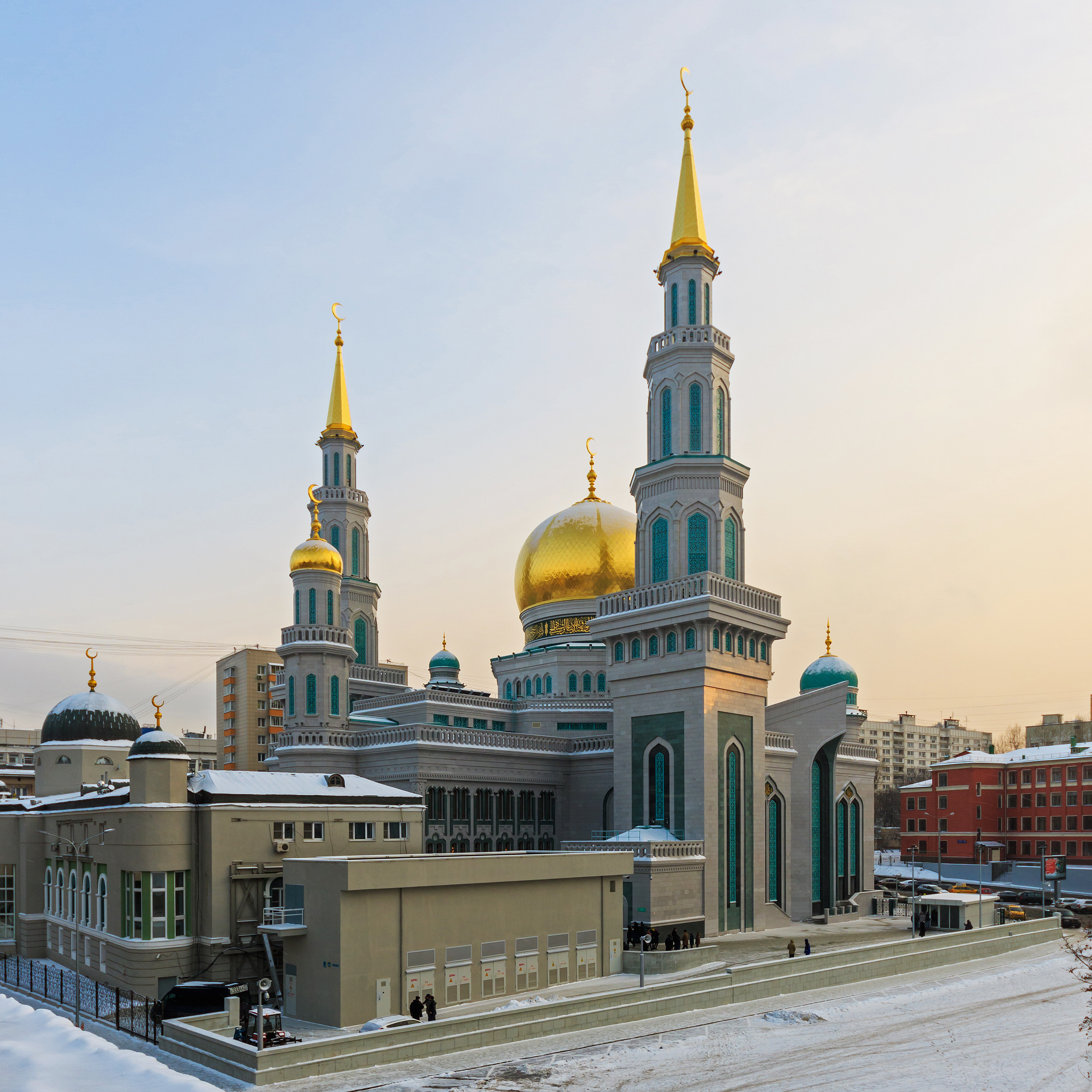
Московська соборна мечеть
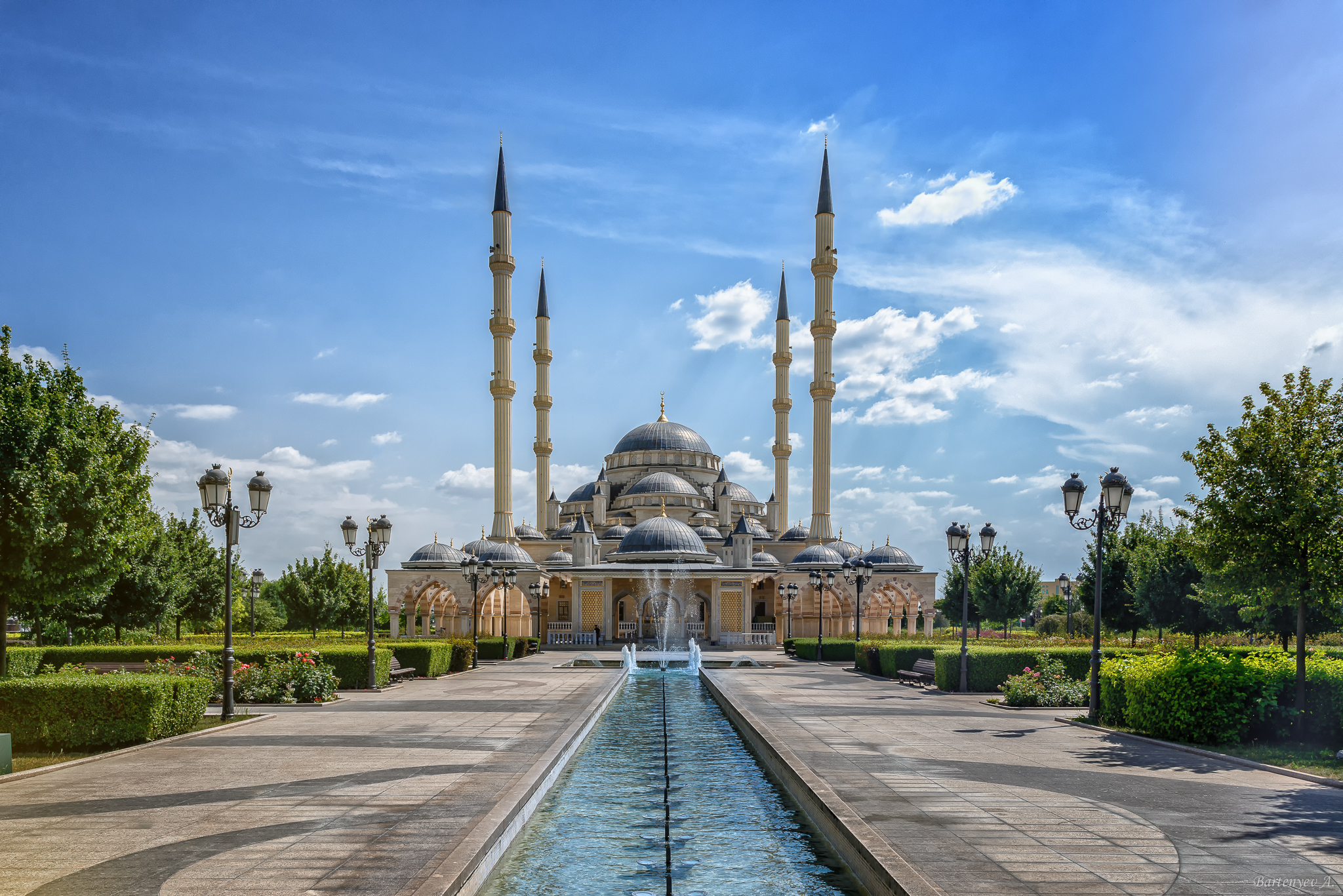
Мечеть «Серце Чечні» імені Ахмат-Хаджі Кадирова
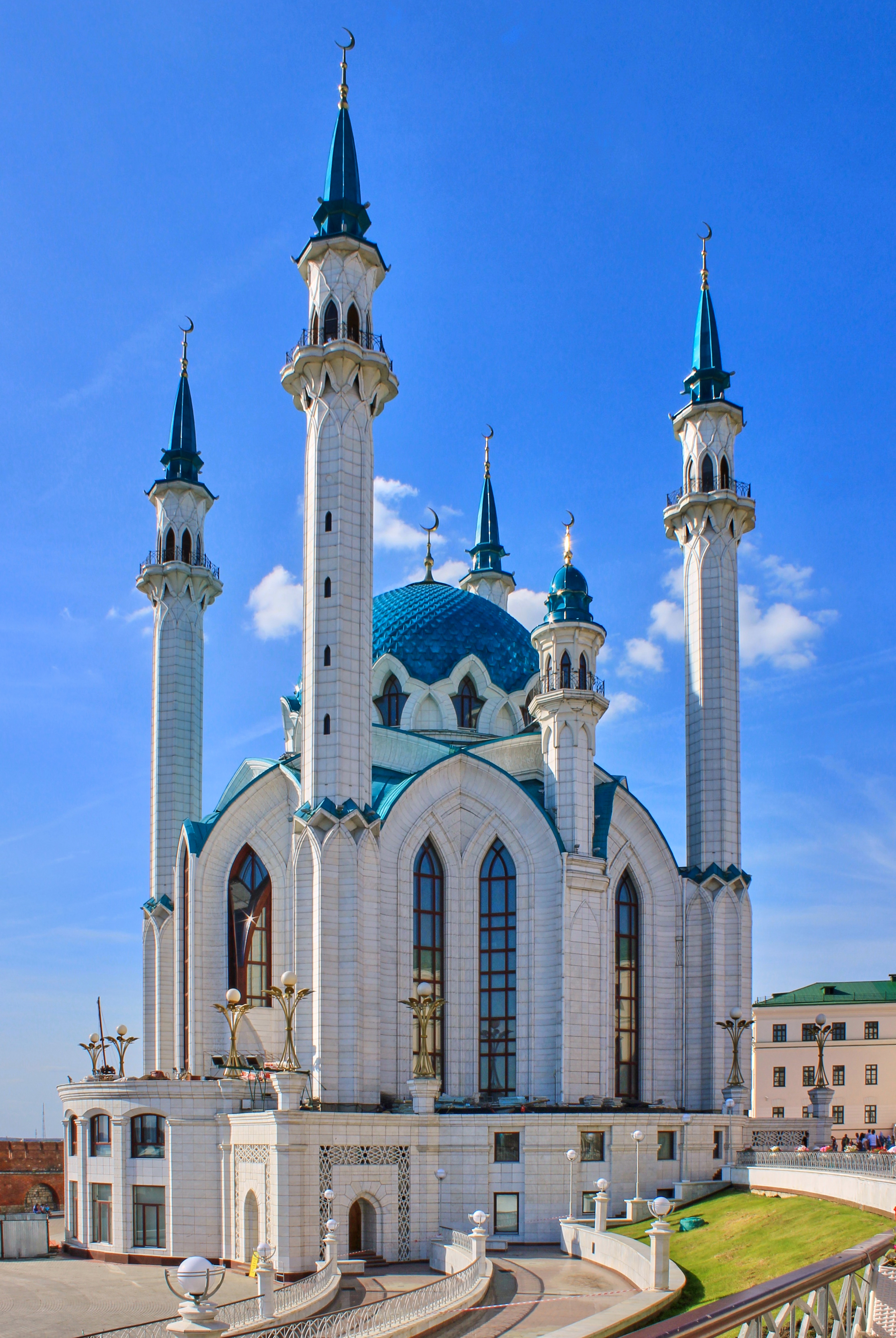
Кул-Шаріф

## Юдаїзм
У 2012 році в Росії було 140 000 релігійних євреїв, тоді як кількість етнічних євреїв була значно більшою. Дійсно, більшість етнічних євреїв у Росії не є євреями за релігією, юдаїзм є релігією лише меншості етнічних євреїв; більшість з них атеїсти і не релігійні, багато християн, і значна частина з них буддисти. У 2012 році лише 13% етнічних євреїв вірили в юдаїзм, 13% були православними християнами, 4% просто християнами, 27% атеїстами, 25% віруючими, але не пов’язаними з організованою релігією, 4% буддистами і 3% язичниками. Релігійні євреї були переважно зосереджені в Камчатському краї (0,4%), Санкт-Петербурзі (0,4%), Курській області (0,4%), Хабаровському краї (0,3%), Ставропольському краї (0,3%), Бурятії (0,2%), Єврейському автономному окрузі (0,2%), Калмикії (0,2%) і Кабардино-Балкарії (0,2%).

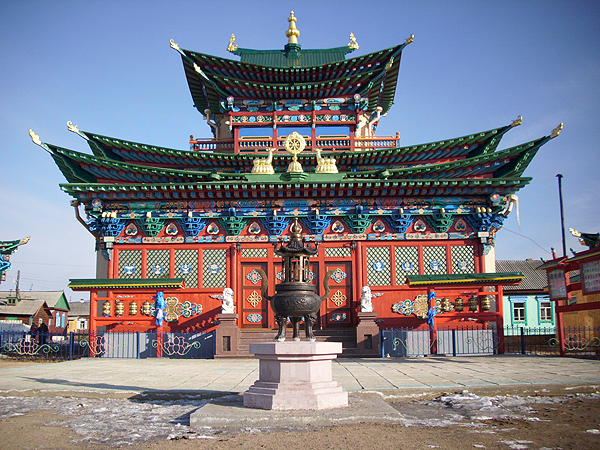
Іволгинський дацан

## Язичництво
Язичництво, тенгріанство, шаманізм які разом вважаються «традиційними релігіями предків», були третьою за чисельністю релігійною групою після християнства та ісламу, з 1 700 000 віруючих або 1,2% від загальної кількості населення Росії в 2012 році. Ці релігії охороняються законом 1997 року, у коментарях до якого вказується, що «інші релігії та віросповідання, що становлять невід'ємну частину історичної спадщини народів Росії», також поширюються на «стародавні язичницькі культи, які збереглися або відроджуються». Язичництво в Росії представлене насамперед відродженням етнічних релігій російських слов'янських народів і спільнот, осетин, а також кавказьких і фінських етнічних меншин.
У 2012 р. слов’янське рідновір'я, кавказьке неоязичництво та осетинське асіанство були представлені значною кількістю віруючих у Північній Осетії–Аланії (29%), Карачаєво-Черкесії (12%), Кабардино-Балкарії (3%), Оренбурзі, Кемеровська область (понад 3%), 2-3% в Дагестані, Астраханська область, Калузька область, Тюменська область, Іркутська область і Магаданська область. Слов'янська рідна віра була присутня також у багатьох суб'єктах Західної Росії у відсотках від 1% до 2%.
Шаманізм існує у Сибіру, Якутії.

## Буддизм
У 2012 році в Росії буддизм сповідували 700 тис. осіб, або 0,5% від загальної кількості населення. Це традиційна релігія деяких тюркських і монгольських етнічних груп Росії (калмиків, бурятів і тувинців). У 2012 році її сповідували 62% населення Туви, 38% Калмикії та 20% Бурятії. Буддизм також має віруючих, що становить 6% в Забайкальському краї, в основному це етнічні буряти, і від 0,5% до 0,9% в Томській області і Якутії. Буддистські громади є і в інших суб'єктах Росії, від 0,1% до 0,5% в Сахалінської області, Хабаровському краї, Амурській області, Іркутській області, Алтаї, Хакасії, Новосибірській області, Томській області, Тюменській області, Оренбурзькій області, Архангельській області, Мурманська область, Москва і Московська область, Санкт-Петербург і Ленінградська область, Калінінградська область. У таких містах, як Москва, Санкт-Петербург і Самара, часто до 1% населення ідентифікують себе як буддисти.
Буддизм у Росії складається майже виключно з тибетських шкіл Ваджраяни, особливо Гелуг, але все частіше також Ньінгма та Каг'ю (буддизм Алмазного шляху). Є багато російських новонавернених, і нові школи часто критикувалися представниками гелуг.

## Індуїзм
Індуїзм, особливо у формах кришнаїзму, ведизму та тантризму, але також і в інших формах, здобув прихильників серед росіян з кінця радянського періоду, насамперед через місіонерську роботу мандрівних гуру та свамі та таких організацій, як Міжнародне Товариство Свідомості Крішни та Брахма Кумаріс. Тантра Сангха виникла в самій Росії. Розкопки стародавнього ідола, що зображує Вішну в Поволжі в 2007 році, підігріли інтерес до індуїзму в Росії.
Індуїзм в Росії в 2012 році сповідували 140 тис. осіб, або 0,1% всього населення. У Республіці Алтай - 2%, Самарській області - 0,5%, Хакасії, Калмикії, Брянській області, Камчатці, 0,4%. Курганська область, Тюменська область, Челябінська область, Свердловська область - 0,3%, Ямало-Ненецький автономний округ - 0,2-0,3%, Краснодарський край, Ставропольський край, Ростовська область, Сахалінська область, інші суб'єкти федерації - 0,1-0,2%.

## Нові релігійні рухи

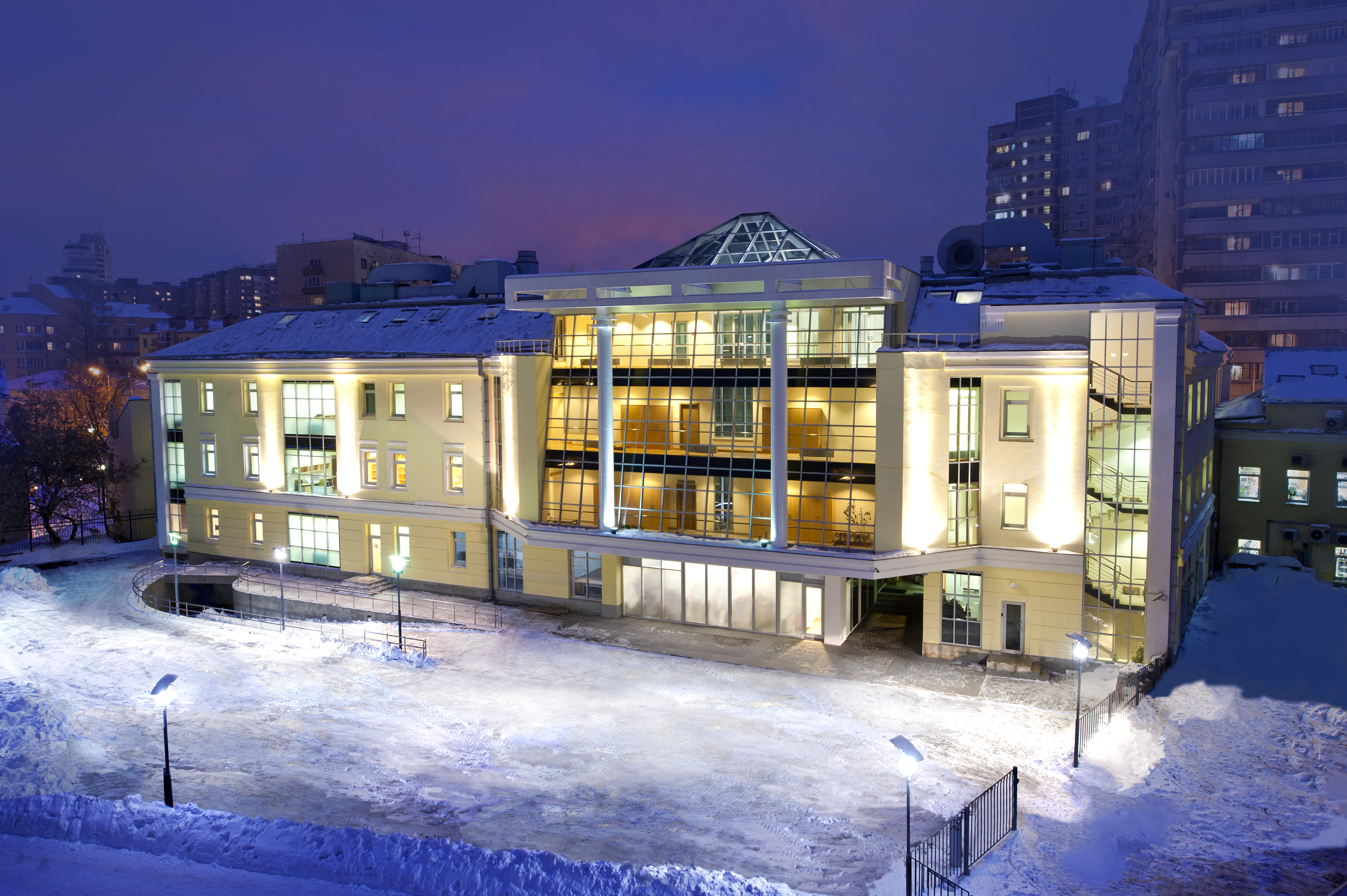
Церква саєнтології в Москві

Серед нових релігійних рухів діє Церква саєнталогії заснована Рональдом Габбардом. Також діють власні російські секти, як Церква останнього заповіту.